# 誇大性

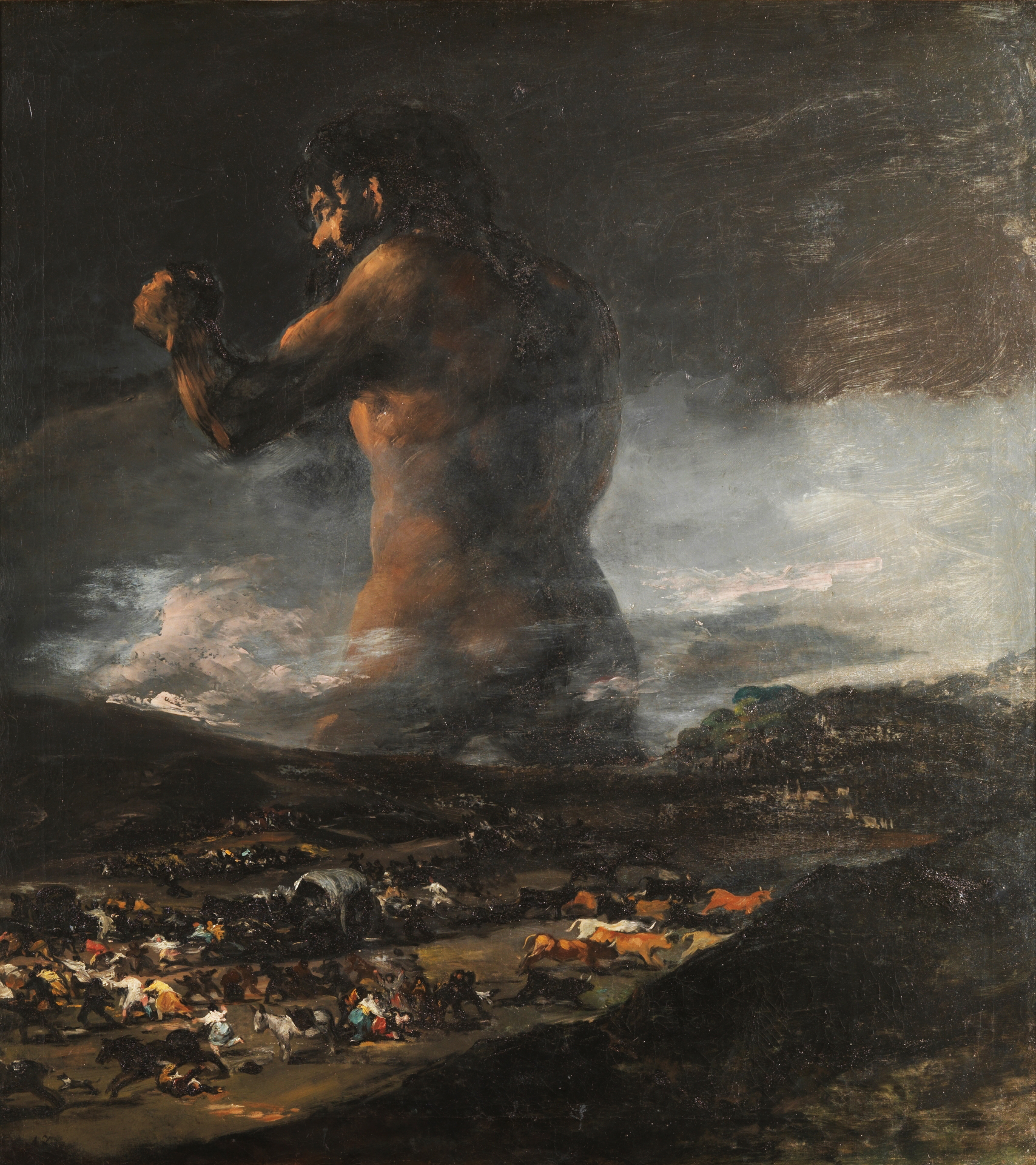
巨人（フランシスコ・デ・ゴヤ）

誇大性（こだいせい、Grandiosity）とは、非現実的な優越感（他者よりも優れた自分立場）をさし、ナルシシストが軽蔑、劣等感、独自性を用いて他人を見る時に発生する。それは、ごく一部の人だけが自分と共通のものを持っているという信念や、それは少数の非常に特別な人々のみ理解可能であるのだという信念であったりする。またそれは反応性愛着障害でも発生する。
誇大は主に自己愛性パーソナリティ障害と関連付けられるが、また躁病、双極性障害の躁エピソードでも一般的である。

## ナルシシズムにおいて
病的誇大自己は、自己愛性パーソナリティ障害のサブタイプの2つのうちの1つに関連付けられている (Gabbard, 1989)（もう一つは自己愛性ー脆弱サブタイプ）。
自己愛性ー誇大サブタイプの特徴は以下である。
- 「忘れがちなナルシシスト」とレッテルされる
- 他者への影響について、その洞察力の欠如が観察される
- 公然とした自己増強によって自尊心を規制している傾向がある
- 弱点の否認
- 肩書への要求膨張
- 期待が満たされないことへの首尾一貫した怒り
- 自尊心を脅かす人々への切り下げ（脱価値化）
- 期待と現実について、その差が引き起こす不協和音への意識軽視
- 壮大なファンタジーのあらかさまな披露
- 環境における衝突は、それは個人の外部における経験であって、自身が非現実的な期待であったとは解釈されない

ナルシシズム診断インタビュー（Diagnostic Interview for Narcissism ,DIN）第二版における誇大セクションは、以下となる
1. その人は、才能、能力、業績を非現実的な方法で誇張している。
2. その人は、自分には脆弱性がないと信じているか、または自分の限界を認識していない。
3. その人は、壮大な想像力を持ってる。
4. その人は、他人を必要としないと信じてる。
5. その人は、他人、プロジェクト、声明、夢を非現実的な手法で過度に評価し、格下げする。
6. その人は、他人と比較し、自分自身をユニークまたは特別なものとみなしている。
7. その人は、自分自身が他の人よりも一般的に優れていると考えている。
8. その人は、自己中心的かつ/または自己参照的に行動する。
9. その人は、自慢げ、大げさな方法での振る舞いをする。

## 躁病にて
躁病誇大では、一般的にナルシシズムよりも活動的かつ積極的となる。躁病のキャラクターは、将来の成果を誇ったり 、個人的な資質を誇張しうる。
彼らはまた、非現実的な野心的取り組みを始めうることもあり、それは段階を踏んだり、実現可能なサイズに切り分けたりはなされない。

## サイコパスにおいて
Hareサイコパシーチェックリスト（PCL-R）のFactor 1 Facet 1では、誇大要素について記載される。

## 精神分析にて

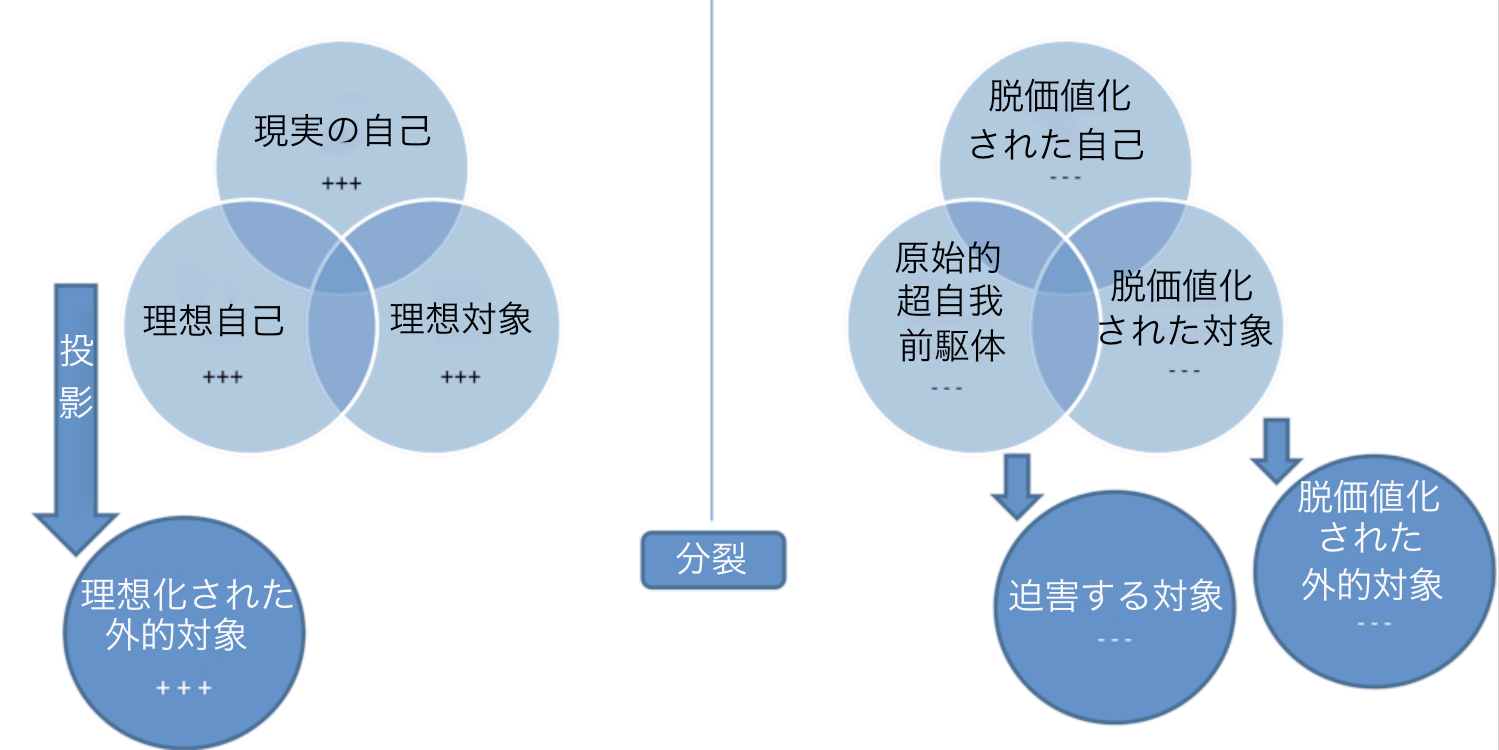
カーンバーグによる病的な自己評価の調節図
誇大的・万能的自己と無能的・無価値的自己に分裂している

オットー・カーンバーグは、特別性、個人的理念、理想的な親という幻想、これらを合併させた幼児期の気持ちとして、不健全に壮大な自己を見いだした。
ハインツ・コフートは、誇大自己は発達課程における通常の段階であるとし、自己の誇大さと謙虚さが決定的に分裂した時のみ、病的なものであると見致した。コフートは、無秩序な誇大自己を患っている患者に推奨される対応は「寛容」であり、現実的な自己と誇大の再統合であるとしている。